# Lindsay Michelle Nader
Lindsay Michelle Nader (Los Angeles, 21 juli 1984) is een Amerikaanse actrice.

## Biografie
Nader werd geboren in Los Angeles op 21 juli 1984 als dochter van Robin Weiss en Michael Nader, een bekende acteur uit soaps zoals Dynasty en All My Children.
Ze heeft sinds 2012 een relatie met Trevor Easter en samen hebben ze een dochter Juniper, geboren in 1996. In september 2022 kondigde ze haar verloving aan met Easter.
Naast acteren is ze ook yoga-instructeur en nam eerder haar eigen muziek op onder de naam "Lu Nader".

## Carrière
Lindsay Nader begon haar acteercarrière met kleinere rollen in verschillende films en op tv. Ze is vooral bekend om haar werk in indies. Een van haar meest bekende rollen was in de film The Messenger, een oorlogsdrama uit 2009. Ook verscheen ze in Whatever Works (2009) van Woody Allen. In 2010 had ze een hoofdrol te pakken in de film Failing Better Now.